# Бокаже, Мануэл Мария Барбоза ду
Мануэ́л Мари́я Барбо́за ду Бока́же (порт. Manuel Maria Barbosa du Bocage; 15 сентября 1765, Сетубал — 21 декабря 1805, Лиссабон) — португальский поэт, яркий представитель лузитанской поэтической школы.

## Биография
Служил некоторое время солдатом в Индии и, вернувшись в 1790 году в Лиссабон, вступил в тамошний поэтический союз «Новая Аркадия» (Nova Arcádia) и в скором времени стал одним из самых выдающихся его членов. И. Ф. да Силва в «Португальском библиографическом словаре» назвал эфемерным это литературное общество, известное также как «Академия изящной словесности» (Academia de Belas Letras). Первое его произведение, «Рифмы» (Rhythmas, Лиссабон, 1791), имело большой успех. 10 августа 1797 года был арестован и заключен в тюрьму Лимоэйру за мятежные стихи сатирической направленности, в частности, именуемые как «Горькая правда» (Verdades duras), но уже 22 марта следующего года вышел на свободу и получил казённое место с обязанностью переводить хорошие иностранные сочинения на португальский язык. В 1802 году вторично отдан был под суд и на этот раз уже за франкмасонство. Полное собрание стихотворений поэта появилось уже после его смерти в 6 томах под заглавием «Поэтические сочинения» (Obras poeticas, Лиссабон, 1806—1842). Новое издание выпущено Брагой в 8 томах (Порту, 1876). Произведения Бокаже отмечены большим поэтическим талантом, отличаются необыкновенной легкостью и благозвучием стиха и, что всего важнее, истинным народным духом. Ученики и непосредственные последователи Бокаже, одушевлённые таким же стремлением к народности, получили название элманистов, по псевдониму Элмано Садино, которым подписывался Бокаже.